# キャス アンド キム
『キャス アンド キム』(Kath & Kim)は、オーストラリアの連続コメディテレビドラマ。2002年から2005年にかけてABCテレビでシーズン3まで放送された。2007年にはチャンネル7でシーズン4が放送された。全4シーズン。

## 概要
メルボルンの郊外の架空の町、ファウンテンレイクス（Fountain Lakes)に住む中年シングルマザーのキャス＝デイナイト（Kath Day-Night)と、キャスの成人した娘キム＝クレイグ(Kim Craig)の日常の日々を綴ったシチュエーションコメディドラマである。このドラマは主演であるキャスを演じるジェーン＝ターナー（Jane Turner)と、キムを演じるジーナ＝ライリー（Gina Riley)によって作られている。キャラクターの一人一人の性格や話し方を誇張することによって、典型的な人物像をからかっている描写が多々見られる。また、キャスは庶民派ながらもどこか天然で思いやりの溢れる人物に描かれているが娘のキムは自分勝手で典型的人種差別主義の白人ボーガン（教養がなく洗練された振る舞いができない人達、主に下級クラスの人々）として描かれている。キャスはそんな娘をよく「Stupid girl」（バカな子！）と呼ぶ事があり、母親ながらも自分勝手なふるまいの娘に思うところがある様子である。二人の英語アクセントはオーストラリア訛りが非常に激しく、庶民派アクセントとしてそこもまた誇張して描かれている。特にキャスがキムに対して一言申す時の、「Look at me!」は、音で言うとlook at moi!に近く、オーストラリア人にこのフレーズを言うと大抵の人がこの番組を認識するところもまた、国民的コメディドラマである所以である。シーズン４にはオーストラリア出身のエリック・バナなどのスターもカメオ出演している。

## 登場人物
キャス・デイナイト
シーズンが始まったばかりの頃は恐らく40代半ばと思われる。ブロンドでショートの細かいカーリーヘアーが目印である。夫がキムを出産後に蒸発し、それきり会っていない。事実上のシングルマザーである。
シーズン1ではキャスのボーイフレンドで近所のショッピングモールで肉屋を経営しているケル・ナイト（Kel Knight)と結婚することになり、結婚式までのドタバタが描かれる。働いている様子はなく、どうやって生計を立てているのかは謎であるが、ファウンテンレイクに2階建ての立派なタウンハウスを所有しており、お洒落にもそれなりに気を使い、子供が成人した後のミドルエイジライフを大いにエンジョイしている様子である。分からないことがあると書籍を読み漁るくせがあり、指で本をなぞりながら速読するのが癖。一般的とは違って普通ではないことがクールであると思っている。家事はお手のものでお料理から掃除まで、家の中はいつも非常にきれいで片付いており、美しく装飾されている。忙しくして「やることがありすぎるわ！」と嘆くも、いつも忙しくしていたいことが後に判明する。政府が運営するいわゆる専門学校（職業訓練校）の様々なコースをやたらに受講しており、そのどれも資格を取っている。（レイキ、マッサージ、不動産仲介業の免許等々）
口癖が「It's different and unusual」（一般的でない個性的なものに感心した時にこの言葉を何回か言う）「Look at moi!」「Time out!」（主にキムが友人のシャロンと口喧嘩になった時に仲裁し言うことを聞かせる時にフレーズ）「エトセトラエトセトラ」（非常に中年くさいフレーズ）である。また、保守的な部分もある一方、常に新しい事へ興味があり、色んな趣味を持つ。隣人に対しては非常に失礼である。
キム・クレイグ
シーズンが始まった頃はおそらく20代前半だと思われる。ハイスクールからのボーイフレンドであるブレットと若くに結婚するが、クージョーというブレットが溺愛している犬が原因で挙式から2か月で別居となる。いつも長いネイルを施した手をしており、料理など家事は一切手伝っていない様子。シーズンが始まった頃はコールセンターで働いていると言っていたが、その後は無職の模様。夫と別居して母親の家に居候を続ける。冷蔵庫やパントリーを開けていつも母親が常備しているビスケットやヨーグルトなどを食べている。好物は赤色のウインナーで、電子レンジで何本かを加熱し、毎日のようにケチャップにつけて食べている。オンとオフを繰り返す高校時代からの彼氏、ブレットがいる。サラサラヘアのお手入れは怠らないが、スナックばかり食べて動かないので若干太っている。勉強は全くできないようで、常識に加え、知識も全くない。メルボルンにアジア人が多数住んでいるのが気に入らないようである。いつもたばこをくゆらせていて、態度は非常に失礼である。本人曰く、2番目の親友シャロンを毎回何かにかこつけて利用しようとしており、実際利用している。2番目の親友と言ってはいるがシャロンの他に友達がいないようである。近所のショッピングモールに行くのが日課。
ケル・ナイト
キャスのボーイフレンド。同じく40代半ばから後半。ウエストフィールド　ファウンテンレイクスというショッピングモールの中に入っている肉屋を経営している。肉屋に情熱を注いでおり、オリジナルのソーセージを作ろうと試行錯誤した日々もあった。料理が好きできれい好き。キャスのことを「僕のフォクシーレイディー」と呼んで非常に大切にしている。肉屋という職業柄にもかかわらず、体系は細身でその秘密は恐らく軽めのウエイトを両手に持ってキャスの家の近所を歩き回る、おかしなパワーウオークのお陰かと思われる。時にはキャスと一緒に自宅のジムで汗を流したり、ヨガを一緒にしたりする。ダンスも得意。ただ、そのどれもが動きが少し変である。非常に性的なパワーに溢れた中年男性で、キャスと場所や時間を問わずメイキングラブしてしまうような場面も描かれる。そしてそんなセックスライフを平気で人に語ったりもする。性に対して非常にオープンである。髪は整髪料で横分けになでつけられており、しばしばセカンドバッグを持って出かける。昔はネイビー（海軍）に参加しており、そこで男同士の性的な行為も行われていたようである。また、そんなこともさらっとオープンにし、大したことではないという考えのよう。義理の娘となるキムとは、いつも気まずい空気が流れる。初対面で、ぽっちゃりした女性に「今、何か月？」と聞いて「はあ？妊娠してないわよ！」と言い返される癖がある。キムとも初対面で同様のやり取りがあった。時々パニック発作を起こす。過去に結婚したことはなく、キャスとは初婚である。その理由は後にエピソードで明らかにされる。
シャロン
キムの中学高校時代からの腐れ縁友達。クリケットの大ファンで自身はネットボールのチームを率いる。スポーツ好きなのに体系はかなりぽっちゃり。キャスの家によく現れて勝手に冷蔵庫をあけてスナックやヨーグルトを食べたりする。しばしばキムと赤いウィンナーは取り合いになり、喧嘩になる。キムに散々こき使われ、2番目の親友という屈辱的なタイトルを与えられてもキムと親友関係は続けたいようである。また、健康的ではなく、いつも首にギプスをはめていたり、何やら訳の分からない大きなできものが首にできていたりする。そんな彼女はアパートで独り暮らししており、お洒落には無縁。いつもネットボールのユニフォームなどを着ている。キムが一度彼女のバスルームをチェックしたところ、大量の薬や包帯、ギプスしかなかった。恋に運がないと度々キャスのキッチンで泣き、キャスになぐさめられる。キャスのことはミセスDと呼び、母親のように慕っている。家族運も恋愛運も友人運もない、かわいそうな女性である。
ブレット
キムのハイスクール時代の彼氏で後に夫となる。クージョーという犬を飼っており、溺愛している。ケルと同じくショッピングモールのウエストフィールド　ファウンテンレイクスのコンピュータシティという電化製品の量販店で店員として働いている。キムには一目ぼれで付き合いだした為、いかんせんいつも尻に敷かれている。別居の後、ブレットはもう別れたいと思っていたが、泥酔したキムがトイレを貸してほしいとブレットのアパートに押し入ったのをきっかけによりを戻す。キムからはいつもキスなど無視されており、他の女性と度々浮気もしているようだがキムは気にしていない様子。キムの失礼な態度にいつもイライラしている様子。